# غويلرمو سانتو
غويلرمو سانتو (بالإسبانية: Guillermo Santo)‏ (4 يونيو 1980 ببوينس آيرس في الأرجنتين - ) هو لاعب كرة قدم أرجنتيني في مركز الوسط. شارك مع منتخب الأرجنتين تحت 17 سنة لكرة القدم. أما مع النوادي، فقد لعب مع تشاكاريتا جيونيورز ومينيروس دو غويانا ونادي موتاجوا ‏ وDeportivo Anzoátegui S.C. ‏ وأتليتكو بلاتينسي ‏ وTrujillanos F.C. ‏ وClub El Porvenir ‏.

## وصلات خارجية
- غويلرمو سانتو على موقع الاتحاد الدولي (مؤرشف)  (الإنجليزية)
- غويلرمو سانتو على موقع قاعدة بيانات كرة القدم.إي يو (الإنجليزية)